# Gimme Some Truth (musikalbum)
Gimme Some Truth är en box med fyra remastrade CD-skivor som spänner över hela John Lennons karriär. Varje skiva innehåller ett specifikt tema.

## Spellista
Alla låtar skrivna av John Lennon, om inget annat anges.

### CD 1 (Working Class Hero)
1. "Working Class Hero" - 03:49
2. "Instant Karma! (We All Shine On)" - 03:25
3. "Power to the People" - 03:21
4. "God" - 04:11
5. "I Don't Wanna Be A Soldier Mama I Don't Wanna Die" - 06:06
6. "Gimme Some Truth" - 03:14
7. "Sunday Bloody Sunday" (John Lennon/Yoko Ono) - 05:01
8. "Steel and Glass" - 04:39
9. "Meat City" - 02:52
10. "I Don't Wanna Face It" - 03:23
11. "Remember" - 04:35
12. "Woman Is the Nigger of the World" (John Lennon/Yoko Ono) - 05:16
13. "I Found Out" - 03:37
14. "Isolation" - 02:53
15. "Imagine" - 03:04
16. "Happy Xmas (War Is Over)" (John Lennon/Yoko Ono) - 03:33
17. "Give Peace a Chance" - 04:50
18. "Only People" - 03:27

### CD 2 (Woman)
1. "Mother" - 05:35
2. "Hold On" - 01:50
3. "You Are Here" - 04:09
4. "Well Well Well" - 05:57
5. "Oh My Love" (John Lennon/Yoko Ono) - 02:46
6. "Oh Yoko!" - 04:17
7. "Grow Old With Me" - Anthology version - 03:19
8. "Love" - 03:24
9. "Jealous Guy" - 04:16
10. "Woman" - 03:33
11. "Out the Blue" - 03:22
12. "Bless You" - 04:39
13. "Nobody Loves You (When You're Down and Out)" - 05:11
14. "My Mummy's Dead" - 00:49
15. "I'm Losing You" - 03:59
16. "(Just Like) Starting Over" - 03:58
17. "#9 Dream" - 04:46
18. "Beautiful Boy (Darling Boy)" - 04:06

### CD 3 (Borrowed Time)
1. "Mind Games" - 04:13
2. "Nobody Told Me" - 03:35
3. "Cleanup Time" - 02:57
4. "Crippled Inside" - 03:48
5. "How Do You Sleep?" - 05:36
6. "How?" - 03:43
7. "Intuition" - 03:07
8. "I'm Stepping Out" - 04:07
9. "Whatever Gets You Thru the Night" - 03:28
10. "Old Dirt Road" (John Lennon/Harry Nilsson) - 04:11
11. "Scared" - 04:39
12. "What You Got" - 03:08
13. "Cold Turkey" - 05:03
14. "New York City" - 04:31
15. "Surprise, Surprise (Sweet Bird of Paradox)" - 02:55
16. "Borrowed Time" - 04:31
17. "Look At Me" - 02:54
18. "Watching the Wheels" - 03:32

### CD 4 (Roots)
1. "Be-Bop-A-Lula" (Tex Davis/Gene Vincent) - 02:37
2. "You Can't Catch Me" (Chuck Berry) - 04:52
3. "Rip It Up"/"Ready Teddy" (Bumps Blackwell/John Marascalco) - 01:34
4. "Tight A$" - 03:37
5. "Ain't That a Shame" (Fats Domino/Dave Bartholomew) - 02:32
6. "Sweet Little Sixteen" (Chuck Berry) - 03:02
7. "Do You Wanna Dance?" (Bobby Freeman) - 02:53
8. "Slippin' and Slidin'" (Eddie Bocage/Albert Collins/Richard Penniman/James H. Smith) - 02:17
9. "Peggy Sue" (Jerry Allison, Norman Petty/Buddy Holly) - 02:05
10. "Bring It On Home to Me"/"Send Me Some Lovin'" (Sam Cooke)/(John Marascalco/Lloyd Price) - 03:40
11. "Yer Blues (Live)" (John Lennon/Paul McCartney) - 03:45
12. "Just Because" (Lloyd Price) - 04:29
13. "Boney Moronie" (Larry Williams) - 03:49
14. "Beef Jerky" - 03:27
15. "Ya Ya" (Lee Dorsey/Clarence Lewis/Morgan Robinson) - 02:20
16. "Hound Dog (Live)" (Jerry Leiber/Mike Stoller) - 03:05
17. "Stand by Me" (Ben E. King/Jerry Leiber/Mike Stoller) - 03:33
18. "Here We Go Again" (John Lennon/Phil Spector) - 04:51